# 胎中胎

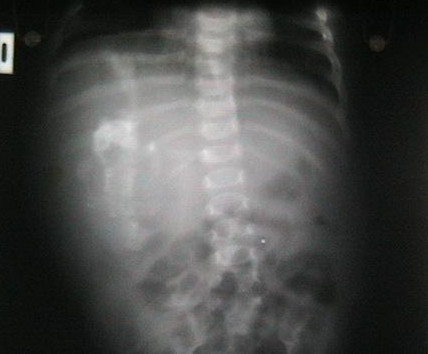
腹部背側X光片顯示右半腹有軟組織腫塊。 該團塊包含大小和形狀各異的鈣化骨樣結構。

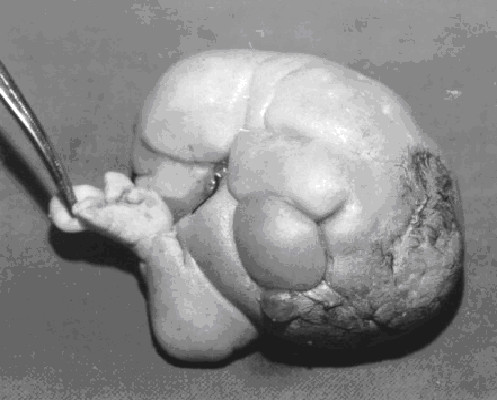
手术切除下的样本显示“胎儿”发育良好，仰卧，手指发育不全。

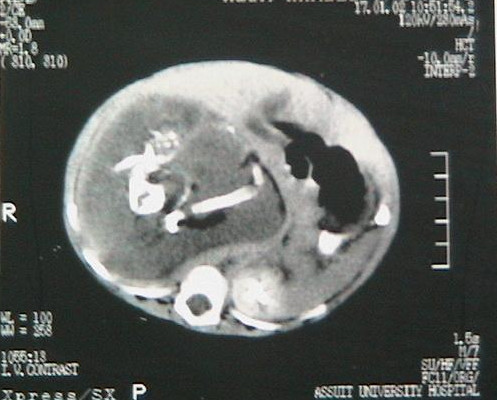
對患者腹部的電腦斷層掃描顯示，腹膜後軟組織腫塊很大。長期存在類似於胎兒骨骼的高密度混濁。

胎中胎（foetus in foetu）又称寄生胎，是一種在體內形成了類似胎兒的組織塊的發育異常。喬治·威廉·楊（George William Young）在1808年最早描述了這種現象。
關於胎中胎的形成有兩種理論，一種理論認為，腫塊一開始是正常胎兒，但後來被包裹在其雙胞胎的內部。另一個理論是，腫塊是高度發達的畸胎瘤。據估計，胎中胎在500,000例活產中有1例發生。

## 歸類為生命
胎中胎可以被認為是活著的，但僅在其組成組織尚未死亡或被消除的意義上。因此，胎中胎的生命類似於腫瘤的生命，因為其細胞通過正常的代謝活性保持活力。但是，如果子宮內沒有羊膜和胎盤的妊娠情況，胎中胎充其量只能發育為分化特別良好的畸胎瘤。或者說是高度轉移的生殖細胞腫瘤。就身體的成熟而言，其器官有來自宿主的正常血液供應，但所有胎中胎都存在嚴重的缺陷，例如無功能的腦、心臟、肺、胃腸道或泌尿道。因此，雖然胎中胎可以與正常的胎兒共享某些形態特徵，但在寄宿雙胞胎之外沒有任何生存的希望。此外，它對自身生命所依賴的寄宿生雙胞胎的生命構成明顯威脅。

## 發展理論
關於胎中胎發育的主要理論有以下兩種：

### 畸胎瘤理論
胎中胎可能是高度分化的皮樣囊腫形式，本身就是成熟畸胎瘤的高度分化形式。

### 寄生雙胞胎論
胎中胎可能是在其「宿主雙胞胎」中生長的「寄生雙胞胎」胎兒。在同卵雙胞胎妊娠的早期，兩個胎兒共享一個共同的胎盤，一個胎兒環繞包裹著另一個。被包裹的雙胞胎成為寄生物，因為其存活取決於「寄主雙胞胎」的生存，這取決於「寄主雙胞胎」的血液供應。「寄生雙胞胎」是無腦的（沒有大腦），並且缺少一些內部器官，因此無法獨自生存。由於「寄主雙胞胎」必須從單個臍帶中吸收的營養物“餵食”被包裹的雙胞胎，因此它們通常在出生前死亡。

## 外部連結
- Xray of fetus in fetu （页面存档备份，存于）